# Menhir de Kerbourg
Le menhir de Kerbourg, appelé aussi Pierre Blanche de Kerbourg ou Pierre de Trémélu, est situé sur la commune de Saint-Lyphard, dans le département français de la Loire-Atlantique.

## Description
Le site a été fouillé en octobre 1896 par Henri Quilgars. Le  menhir de la Pierre-Blanche est un bloc de quartz blanc, haut de 2,10 m.  Le terrain où le menhir a été dressé est rempli de débris de tuiles gallo-romaine (tegulae) et la base du menhir a elle-même été calée avec ce type de matériau, ce qui laisserait penser qu'il a été dressé ou redressé à cette époque.

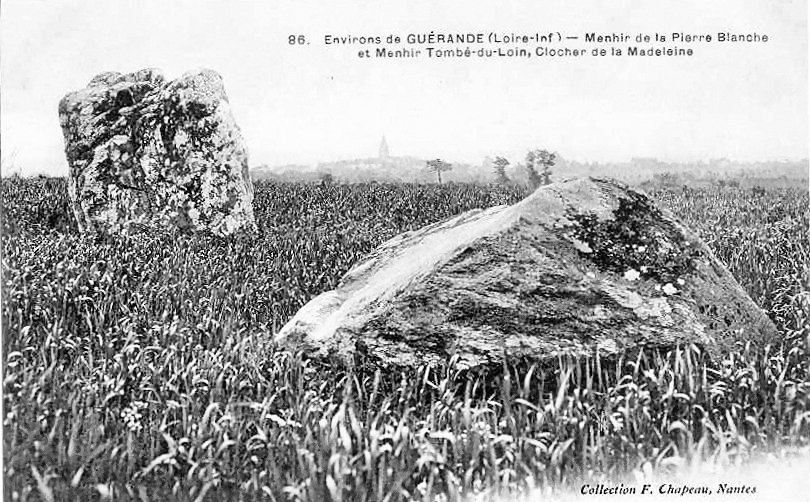
Menhirs de la Pierre Blanche et Tombé-du-Loin en 1906

Jusqu'au début du XXe siècle, une large dalle de granit dénommée menhir Tombé-du-Loin était visible à proximité immédiate. Henri Quilgars y a reconnu deux types de cupules distincts : les premières sont de forme hémisphérique (diamètre d'environ 3 cm) et ont pu être réalisées par abrasion avec une pierre, les secondes, de forme conique ont manifestement été creusées avec un outil métallique. Des éclats de silex ont été mis au jour sous la dalle.
Pitre de Lisle mentionne les deux pierres sous le nom de menhirs de la Pierre-Blanche.
Selon Henri Quilgras, les deux mégalithes seraient indépendants et dateraient de périodes distinctes : la pierre dite Tombé-du-Loin aurait pu être un édifice daté du Néolithique alors que la Pierre Blanche daterait de l'époque romaine.